# Бикові
Би́кові (Bovidae) — родина ссавців з ряду оленеподібних, що об'єднує низку родів найвідоміших великорозмірних ссавців, у тому числі: биків, яків, буйволів, буфало, зубрів, вівцебиків, кіз, овець, козиць, антилоп та інших. Родина містить 54 роди й 153 живі види. Найменший вид, антилопа карликова вагою 1.5–3 кг, найбільший вид, арні вагою 600—1200 кг. Кінцівки довгі, роги нерозгалужені, не скидаються, переважно постійно ростуть і, за винятком чотирирогої антилопи, вони парні.
Найбільша різноманітність бичачих зустрічається в Африці. Максимальна концентрація виду в саванах Східної Африки. Інші види ссавців також зустрічаються в Європі, Азії та Північній Америці. До родини Bovidae належать три з п'яти одомашнених ссавців, використання яких поширилося за межі їхніх первісних ареалів, саме: велика рогата худоба, вівці та кози. Молочні продукти, такі як молоко, масло та сир, виробляються переважно з домашньої великої рогатої худоби. Велика рогата худоба також вирощується заради шкіри, м'яса та вовни.

## Найменування та етимологія
Назву «Bovidae» дав британський зоолог Джон Едвард Грей у 1821 році. Слово «Bovidae» є поєднанням префікса bov- (походить від латинського bos, «вол», через пізньолатинське bovinus) і суфікса -idae.

## Систематика бикових
До початку XXI ст. вважалося, що родина кабаргових (Moschidae) була сестринською для Cervidae. Проте філогенетичне дослідження 2003 року, засноване на мітохондріальному та ядерному аналізі, показало, що Moschidae та Bovidae утворюють кладу, сестринську для Cervidae. Відповідно до дослідження, Cervidae відокремилися від клади Bovidae-Moschidae 27–28 мільйонів років тому. Найдавнішим відомим видом бикових є Eotragus, який населяв Африку, Європу й Азію в міоцені ≈ 20–18 мільйонів років тому. Важив Eotragus ≈ 18 кг. У міоцені відбулося еволюційне випромінювання бикових, у плейстоцені вони досягли Америки через Берингів сухопутний міст.
Родину бикових поділяють на низку підродин, у тому числі (в обсязі фауни Європи, всі таксони розміщено за абеткою):
- підродина бикових (Bovinae), що включає роди Бик (Bos), Буйвіл (Bubalus)
- підродина антилопові (Antilopinae), що включає роди Козиця (Rupicapra), Баран (Ovis), Козел (Capra), сайга (Saiga).

##### Підродина Antilopinae—антилопові

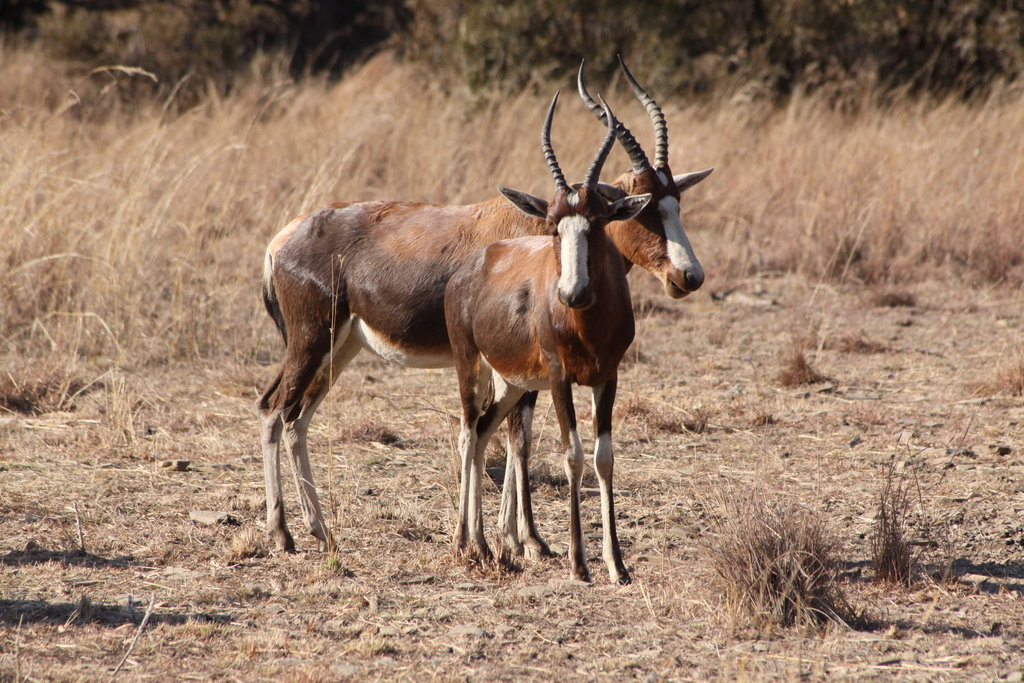
Antilopinae: Бубал біломордий (Damaliscus pygargus)

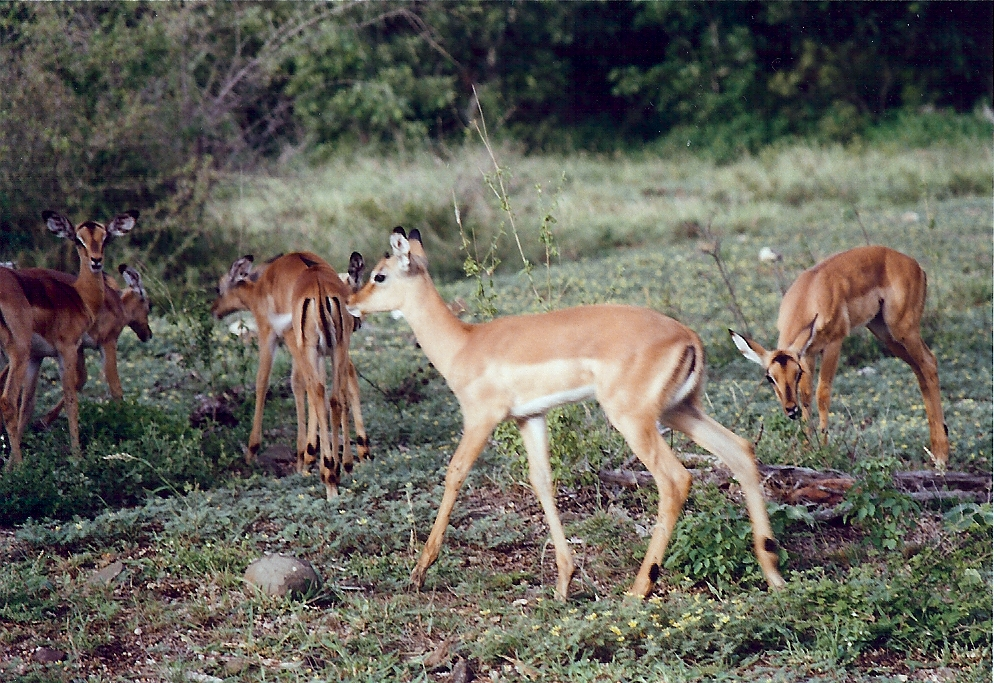
Antilopinae: Імпала (Aepyceros melampus)

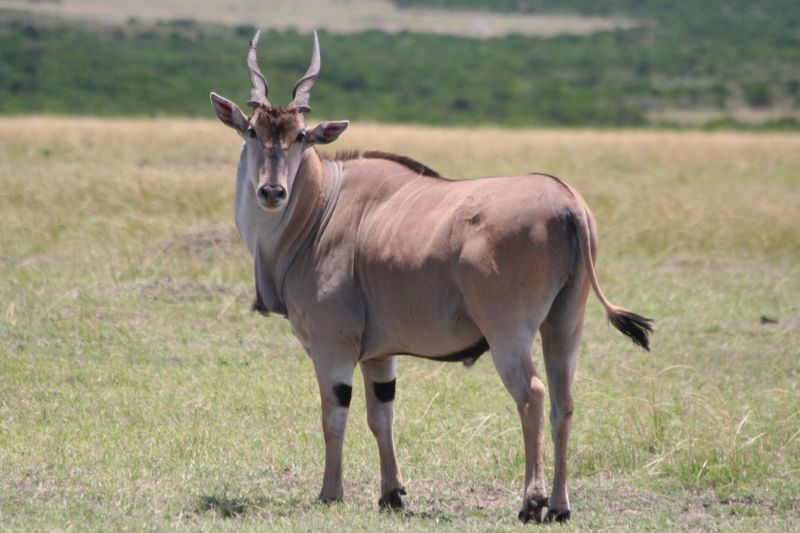
Antilopinae: Канна звичайна (Taurotragus oryx)

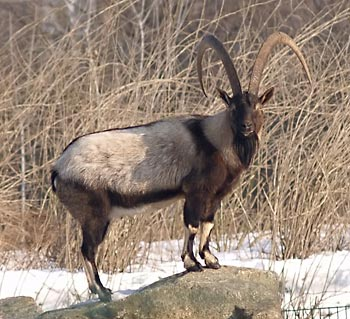
Caprinae: Безоаровий козел (Capra aegagrus)

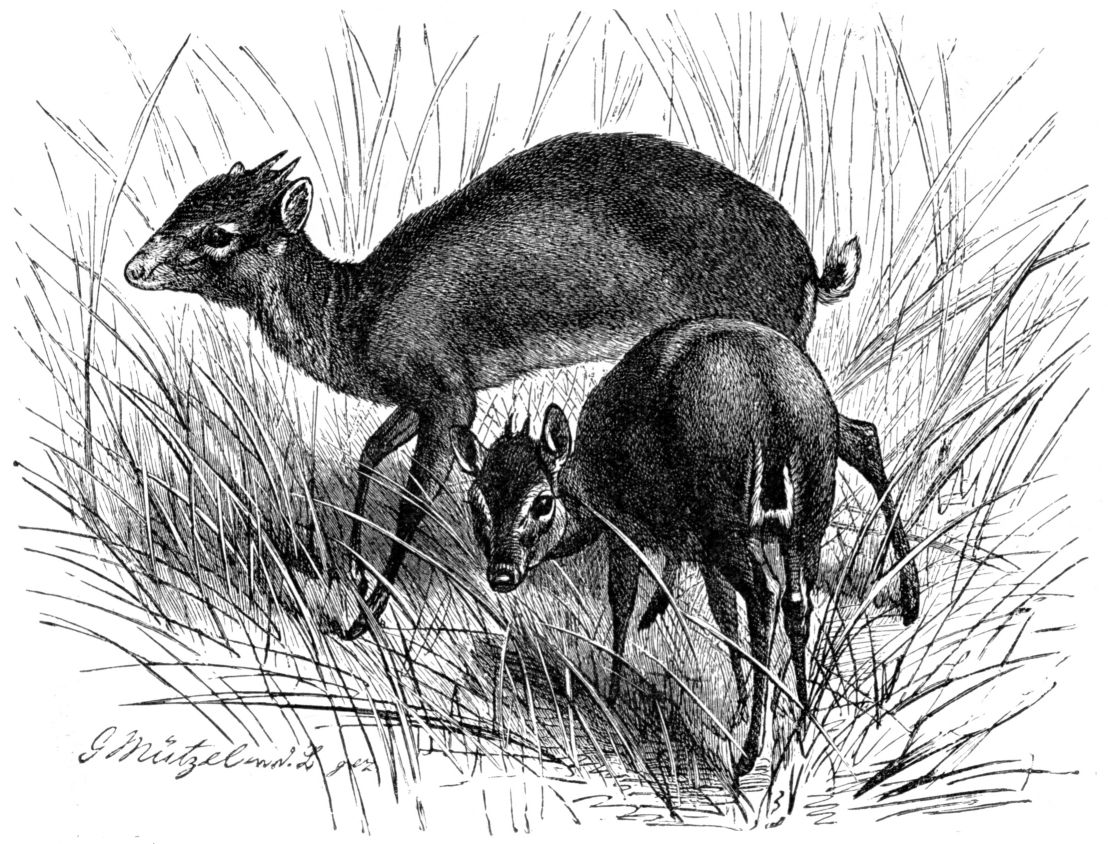
Antilopinae: Дуїкер Максвелла (Cephalophus maxwelli)

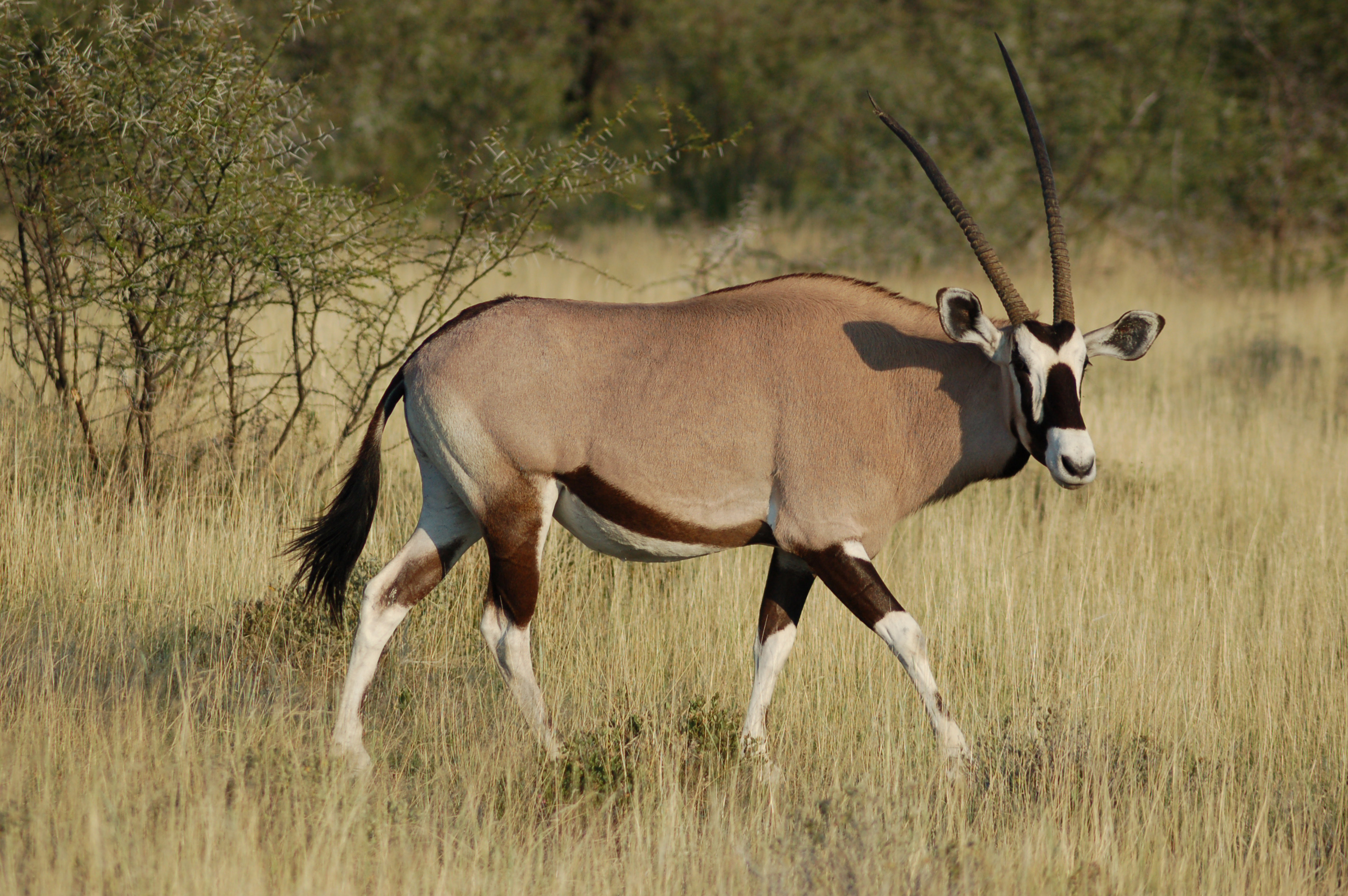
Antilopinae: Орикс (Oryx gazella)

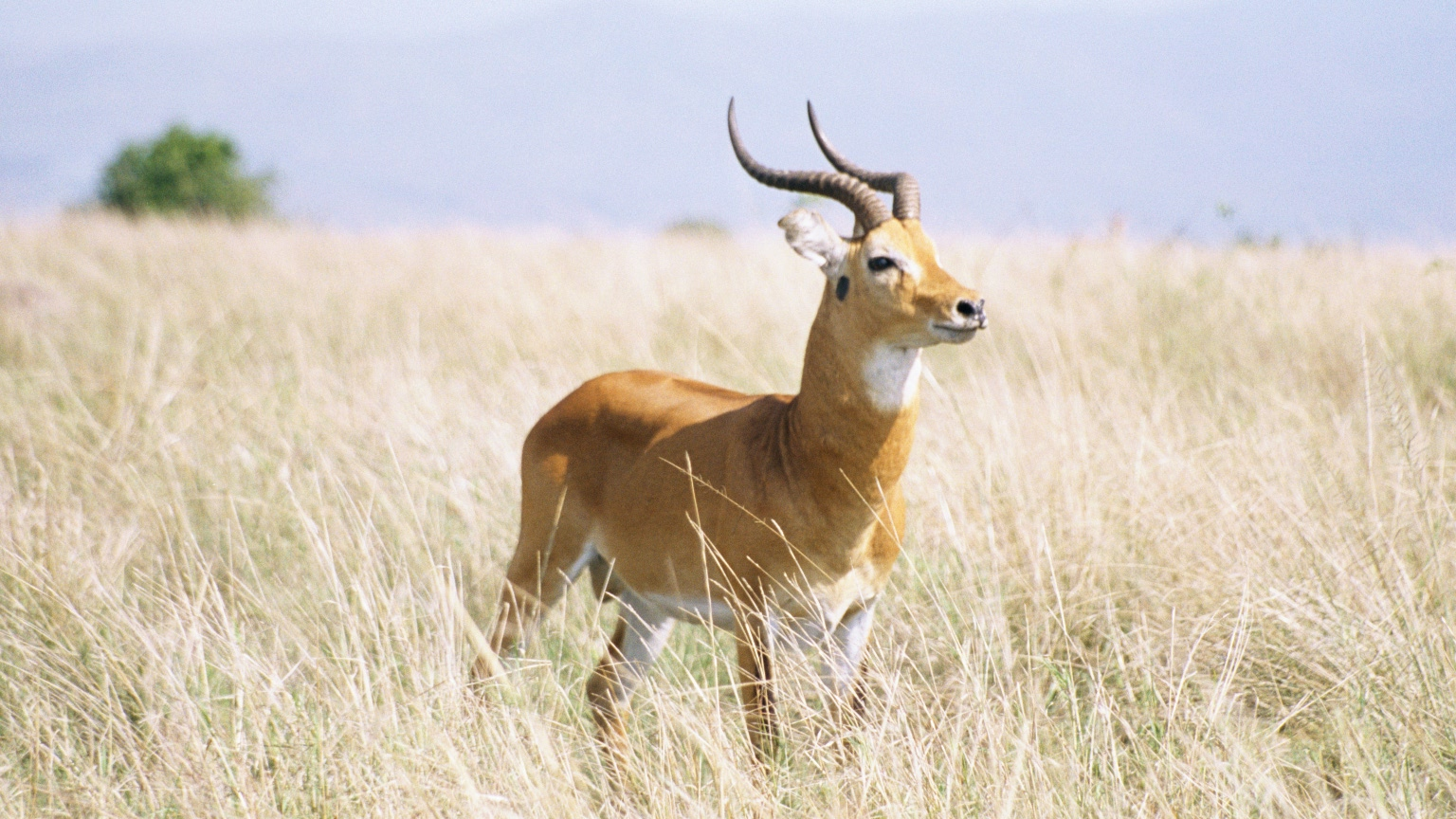
Antilopinae: Коб водяний (Kobus kob)

- триба Aepycerotini
  - Aepyceros — імпала (1 вид)
- триба Alcelaphini
  - Alcelaphus (1 вид)
  - Beatragus (1 вид)
  - Connochaetes — гну (2 види)
  - Damaliscus — бубал (2 види)
- триба Antilopini
  - Ammodorcas (1 вид)
  - Antidorcas (1 вид)
  - Antilope — Антилопа (1 вид)
  - Dorcatragus (1 вид)
  - Eudorcas (4 види)
  - Gazella — Газель (9 видів)
  - Litocranius (1 вид)
  - Madoqua — Дікдік (8 видів)
  - Nanger (5 видів)
  - Ourebia (1 вид)
  - Procapra (3 види)
  - Raphicerus (3 види)
  - Saiga — Сайгак (1 вид)
- триба Caprini
  - Ammotragus (1 вид)
  - Arabitragus (1 вид)
  - Budorcas (2 види)
  - Capra — козел (10 видів)
  - Capricornis — козеріг (4 види)
  - Hemitragus (1 вид)
  - Naemorhedus (6 видів)
  - Nilgiritragus (1 вид)
  - Oreamnos (1 вид)
  - Ovibos — вівцебик (1 вид)
  - Ovis — вівця (7 видів)
  - Pantholops (1 вид)
  - Pseudois (1 вид)
  - Rupicapra — козиця (2 види)
- триба Cephalophini
  - Cephalophorus (11 видів)
  - Cephalophula (1 вид)
  - Cephalophus — дуїкер (4 види)
  - Leucocephalophus (1 вид)
  - Philantomba (3 види)
  - Sylvicapra (1 вид)
- триба Hippotragini
  - Addax — адакс (1 вид)
  - Hippotragus — шаблеріг (2 види)
  - Oryx — орикс (4 види)
- триба Neotragini
  - Neotragus (1 вид)
  - Nesotragus (2 види)
- триба Oreotragini
  - Oreotragus (1 вид)
- триба Reduncini
  - Kobus — коб (5 видів)
  - Pelea — пелея (1 вид)
  - Redunca — редунка (3 види)

##### Підродина Bovinae—бикові

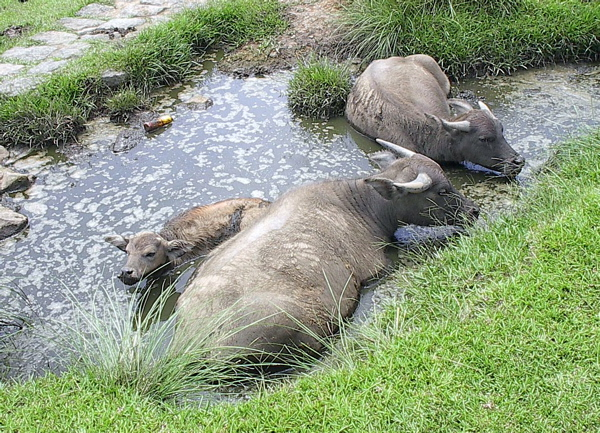
Bovinae: буйвіл індійський (Bubalus bubalis)

- триба Bovini
  - Bos — бик (рід) (11 видів)
  - Bubalus — буйвіл (5 видів)
  - Pseudoryx (1 вид)
  - Syncerus — буфало (1 вид)
- триба Boselaphini
  - Boselaphus — нільгау (1 вид)
  - Tetracerus (1 вид)
- триба Tragelaphini
  - Tragelaphus (10 видів)

##### Вимерла підродина Hypsodontinae
Вимерлі роди: Gobiocerus, Hypsodontus, Kubanotragus, Sinopalaeoceros?

## Біологія бикових

### Морфологія та анатомія
Для бикових характерна наявність рогів у багатьох випадках у самок і завжди у самців (виняток становлять шуті форми), відсутність верхніх різців та ікол, 3-камерний шлунок, розвинена сліпа кишка; ремиґання [недоступне посилання з червня 2019]. Безрогих корів часто називають «комолими» (від давньої назви коня «комонь»).

### Поведінка, їжа, селекція
Переважна більшість бикових — стадні тварини відкритих просторів; є лісові форми. Живляться трав'янистими рослинами, а також листям і пагонами дерев.

### Селекція та свійські форми
Бикові як у минулому, так і тепер, представлені численними формами. З цієї родини ссавців люди вивели найвигідніші з економічного погляду м'ясо-молочні породи свійських тварин. Шляхом приручення і селекції окремих диких видів люди отримали свійських баранів і овець, кіз і цапів, биків і корів, буйволів. Основну увагу приділяли селекції ознак самиць, від яких отримували приплід, молоко, шерсть, роги.

## Полювання на бикових

##### Давні полювання

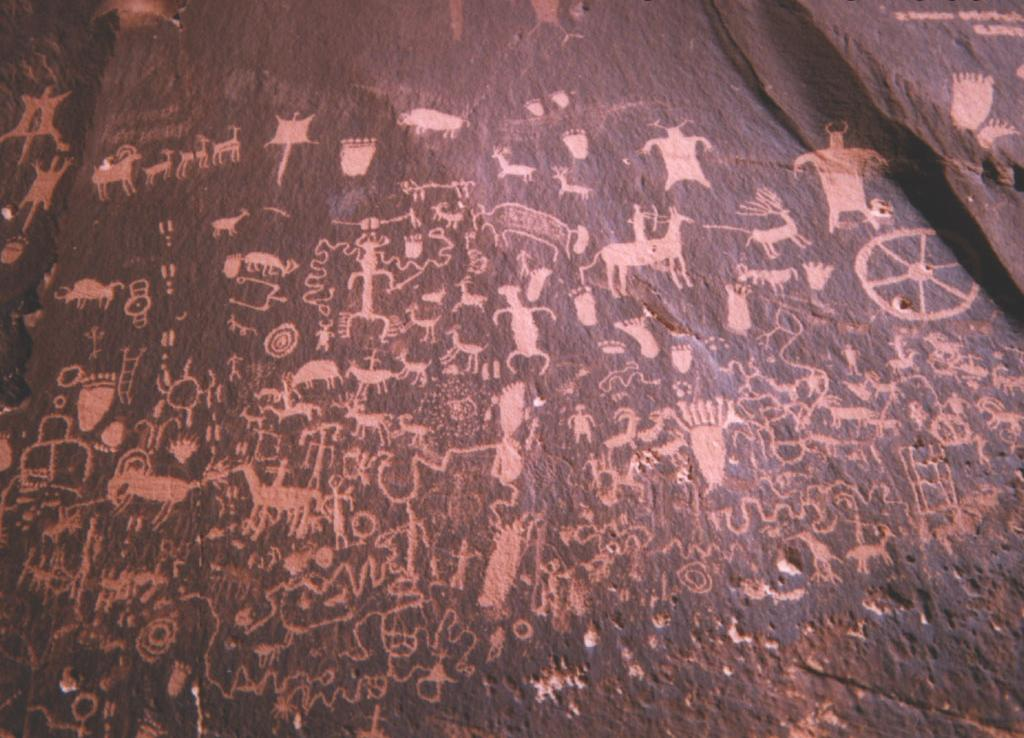
Newspaper Rock

Практично всі види цієї родини є головними об'єктами полювання людей з давніх часів. Картини полювань відомі з часів створення наскельних малюнків давніх людей печерної доби розвитку цивілізації. Завдяки цьому представники родини бикових відіграли визначну роль у розвитку цивілізації як джерело білкової їжі.

##### Сучасні полювання
Надалі перехід людей до осілого життя і землеробства перетворив полювання в окрему галузь розваг (царські полювання), а потім — у захоплення широких верств населення. На сьогодні полювання на бикових є окремою галуззю економіки. В Україні для цього були створені державні заповідно-мисливські господарства (наприклад, ДЗЛМГ «Залісся» та Кримське ДЗЛМГ) і тепер діють численні лісомисливські господарства.

##### Проблеми перепромислу
Через розвиток транспорту та способів і знарядь здобування звіра стан популяцій багатьох видів бикових суттєво погіршився, а деякі види зникли остаточно. Зокрема, в Україні за останні кілька століть зникли бик первісний (тур), сайгак, бізон європейський (зубр), козиця звичайна.
2009 року в Україні проведено низку акцій щодо охорони найбільшого в Європі виду родини бикових — бізона європейського (зубра) — під назвою «2009 рік — рік зубра (Bison bonasus) в Україні».

##### Проблеми браконьєрства
Однією з головних проблем ведення мисливського господарства є браконьєрство, яке ще називають «незаконне полювання», через що багато претензій природоохоронців та екологістів адресується мисливцям. Між мисливцями і браконьєрами існує величезна різниця. Кожний мисливський колектив і кожне мисливське господарство зацікавлені у збільшенні популяцій мисливських звірів, у тому числі видів родини бикових, та у жорсткому контролі браконьєрства.

## Родина бикових в Україні
В Україні й суміжних країнах бикові представлені такими родами та видами:
1. підродина бикових (Bovinae)
1.1. триба бики (Bovini)
- рід Бик — Bos (у дикому стані знищений)
  - вид Бик первісний, або тур — Bos primigenius (у дикому стані знищений)
  - вид Бик свійський, або велика рогата худоба (одомашнена форма Bos taurus)

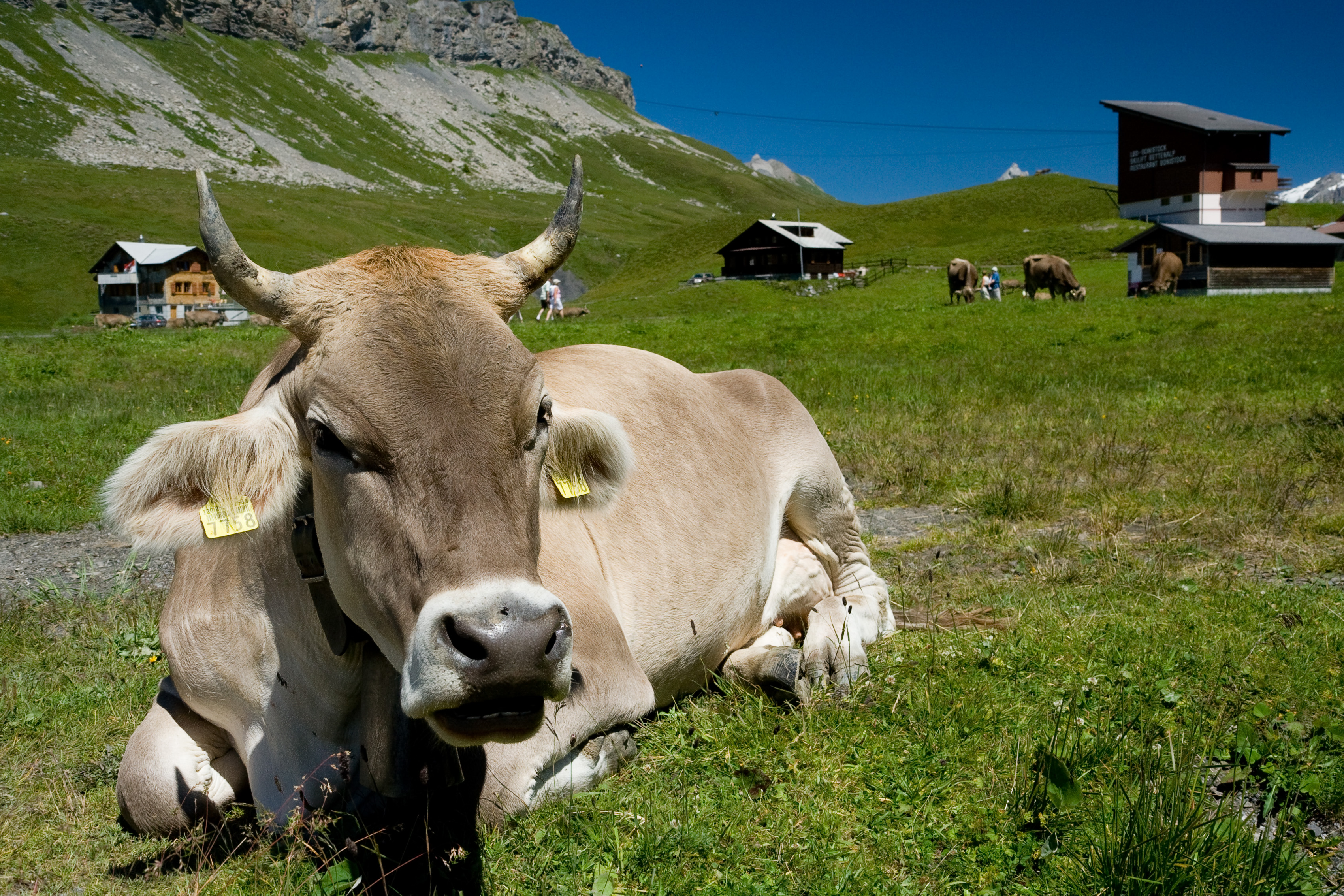
Бик свійський

- рід Буйвіл — Bubalus (завезений)
  - вид Буйвіл індійський — Bubalus bubalis (завезений, часто утримують в Закарпатті)

2. підродина антилопових (Antilopinae)
2.1. триба антилопи (Antilopini)
- рід Сайгак — Saiga (у дикому стані в Україні знищений)
  - вид Сайгак татарський — Saiga tatarica (у дикому стані в Україні знищений)

2.2. триба козли (Caprini)
- рід Козиця — Rupicapra (у дикому стані в Україні знищений)
  - вид Козиця звичайна, або гірська — Rupicapra rupicapra (у дикому стані в Україні знищений)

- рід Баран — Ovis (завезений)
  - вид Баран свійський — Ovis aries (завезений, широко в культурі)
  - вид Баран дикий, або муфлон — Ovis musimon (завезений в багато господарств, є в Гірському Криму)

- рід Козел — Capra (завезений)
  - вид Козел свійський — Capra hircus (завезений, часто утримують в господарстві)

Окрім того, велику кількість різних видів цієї родини утримують у зоопарках, зокрема в Асканії-Нова. У дикій природі бикових залишається все менше й менше.